# 德保北路山歌
德保北路山歌是流传于广西德保县北部的一种壮族多声部合唱形式。参与者一般有五人、十人甚至更多，一般在节日、聚会等场合表演。唱词一般为七字，也有九字、十二字等形式。首段押尾韵、次段起押脚腰韵、尾韵。演唱时男女歌手围成一圈圈以协调表情和声音。高音由一人领唱。有时唱前哼la/sol/mi等音来作预备。咬字讲究声调的清晰。这种山歌低声浑厚、高声明亮，对比强烈。